# صباغ
الأصبغة هي مواد كيميائية عضوية قادرة على امتصاص وعكس الضوء بأطوال موجات انتقائية ضمن المجال المرئي للطيف الكهرمغناطيسي. والصباغ هو مادة ملونة لها ألفة للمادة الملوَنة. يحتاج الصباغ إلى وسط سائل غالبا ليتمكن من الانتقال إلى المادة الملوَنة، وقد يحتاج إلى مرسخ لوني لتحسين ثباتية اللون في الألياف المصبوغة. ينتج اللون من الصباغ، أو الخِضَاب، نتيجة امتصاصهما لبعض أطوال الموجات الضوئية. إن الخُضُب (ج خضاب) بعكس الأصبغة عموما، تنحل في الماء وليس لها أي إلفة للمواد المصبوغة.
أظهرت الدلائل الأثرية [ما هي؟]
استخدام الصباغة منذ أكثر من 5000 سنة خصوصًا في الهند والشرق الأوسط. واستخرجت الاً صبغة في حينها من النباتات والحيوانات والفلزات بدون أو مع تعديلات بسيطة. وقد كانت النباتات المصدر الأساسي للأصبغة واستخرجت من الجذور وثمرة الثمر واللحاء والأوراق الخشب، ولكن القليل منها استعمل للإنتاج التجاري.
في اللغة العربية الصِّبْغُ والصِّباغُ والصِّبْغةُ ما يُصْبَغُ به وتُلَوَّنُ به الثياب، والجمع أَصْباغٌ وأَصْبِغةٌ.

## بنية الصباغ
إن بنى جزيئات الصباغ معقدة مقارنة مع بنى معظم المركبات العضوية المعروفة. ومع أن هذه البنى معقدة، إلا أن لهذه البنى سمات عامة، فمعظم جزيئات الصباغ تحتوي عدد من الحلقات العطرية متصلة بنظام مترافق، وهو نظام لتتابع طويل متناوب من الروابط الأحادية والثنائية بين ذرات الكربون وذرات أخرى، (مثال: C=C-C=C-C). يسمى هذا الترتيب حامل اللون أي الوحدة الحاملة للون. ويلزم خمس أو ست ذرات كربون مترابطة على الأقل في هذا النظام المترافق لكي تعطي لونًا. يكون ارتباط الإلكترونات في النظام المترافق ضعيفًا بحيث يستطيع الضوء الساقط أن يحفز هذه الإلكترونات، ويعطيها الطاقة اللازمة لتقفز من مستوى طاقي إلى آخر، مما يعني امتصاص بعض أطوال موجات الضوء الساقط. المهم أن مزيجًا من أطوال الموجات الباقية تنعكس معطية اللون.
كل صباغ يحتوي إذن على قسمين:

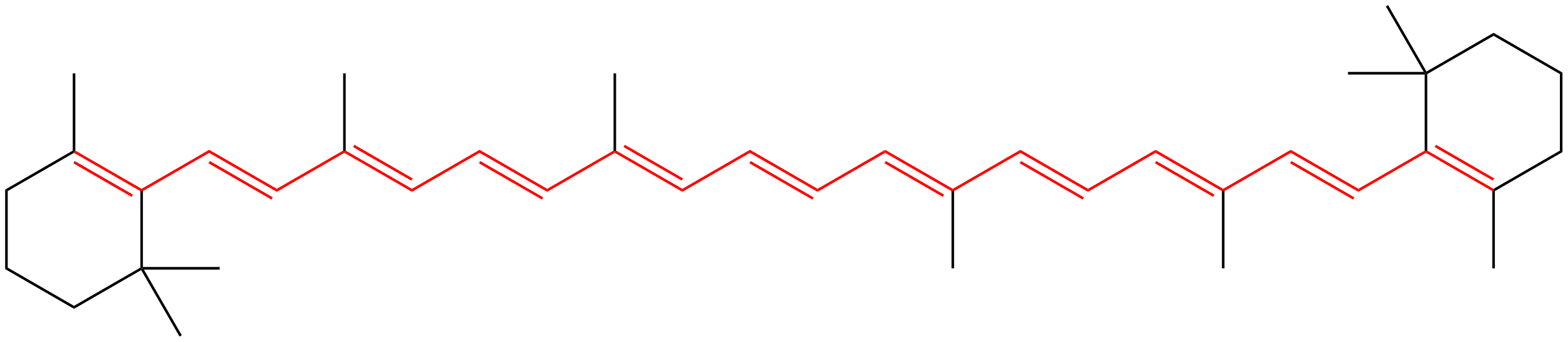
البنية الكيميائية للكاروتين. يتضح فيها أحد عشر تتابع لنظام مترافق يشكل حامل اللون لهذا الجزيء

1. حامل اللون (بالإنجليزية: Chromophores)‏: وهو كما ذكرنا نظام مترافق، والجزيئات غير الحاوية على هذا القسم تكون عديمة اللون.
2. المِصباغ (بالإنجليزية: Auxochromes)‏: ويسمى أيضًا حاث الصبغ، ووظيفته تعزيز وتكثيف وتعميق اللون.

تخترق الأصبغة عادة الألياف انطلاقا من الحمام الصباغي وتبقى في الجزء غير البلوري داخل الألياف. وتساهم المصابيغ (ج مِصباغ) في الامتصاص المتساوي للصباغ لأنها تزيد من انحلاليته. والمصابيغ تمكن أيضا من تشكيل قوى الترابط بين الصباغ والمكثور (بوليمر) في الألياف، فيحسن ثباتية اللون للمواد المصبوغة أو المطبوعة. تبقى الأصبغة داخل الليف بفعل الروابط الهيدروجينية، أو الروابط الشاردية، أو بفعل ميكانيكي. قلة من الأصبغة تتفاعل مع البوليمرات في الألياف لتشكل روابط تساهمية، مثل الأصبغة التفاعلية.
يلعب حجم جزيئات الأصبغة دورًا مهمًا في تحديد خصائصها أثناء عملية الصباغة وفي مواصفات المنتج النهائي. فالأصبغة الصغيرة ذات ميل أكبر للانتشار داخل الألياف. وكلما كبر جزيء الصباغ، كان احتمالية بقائه داخل الألياف أكبر، أي تتحسن ثباتية الصباغ في الماء.
يمكن تشبيه الأصبغة بالشرائط الورقية، فهي ذات طول وعرض لكنها ذات ثخانة ضئيلة. هذه البنية الخطية والمتوزعة في نفس المستوى الفراغي تنفي وجود زمر كيميائية حجمية تساعد أو تمنع امتصاص الأصبغة داخل الألياف. هذا الشكل الخطي يساعد الصباغ على أن يرصف نفسه بين جزيئات المكثور في الألياف ويرتبط معها بروابط مختلفة. إن ثباتية الأصبغة تعتمد على كثافة ونوع قوى الترابط مع الألياف.

## الأصبغة الطبيعية والتركيبية
- الأصبغة الطبيعية: هي أصبغة من مصادر نباتية وحيوانية وفلزية. جميع الأصبغة وحتى عام 1856، استخرجت من النباتات، والزهور، وجذور النباتات، والحشرات، والمحار، والمعادن. مشكلة تصنيع الأصبغة الطبيعية أننا لا يمكن في حال من الأحوال الحصول على دفعتين متشابهتين بدرجات وقوة اللون. كما أن ثباتية اللون تتفاوت بشكل واسع بين الأصبغة الطبيعية.
- الأصبغة التركيبية : هي أصبغة تتركب من جزيئات عضوية في معامل الأصبغة. وتخضع هذه الأصبغة لعمليات ضبط مختلفة بحيث تعطي في النهاية منتج متماثل في كل مرة بالنسبة للصبّاغين والطبّاعين. وعملية الحصول على لون مطابق من دفعة إلى أخرى يتطلب مهارة عالية، لأن عملية إنتاج الأصبغة تحتوي العديد من المتغيرات التي تؤثر على امتصاص الصباغ في الألياف.

## التصنيف الكيميائي والتصنيف التطبيقي
الصانعون يصنفون الأصبغة حسب قوامها وتركيبها الكيميائي الذي يشير أيضا إلى طريقة تصنيعها. فمثلاً، الأصبغة الآزوية تحتوي على زمرة واحدة أو أكثر من زمر الآزو (-N=N-). وأصبغة الأنثراكينون تتميز بحلقتين عطريتين متصلتين مع بعضهما عن طر يق زمرتي كربونيل (-CO-). كل جزيء صباغي ضمن هذه التصنيفات الكيميائية له اسم نظامي.
يفضل الصباغون في معاملهم استخدام التصنيف التطبيقي للأصبغة. فالأصبغة ذات التطبيق المتشابه تصنف مع بعضها، بغض النظر عن بنيتها الكيميائية. وهكذا فإن جميع الأصبغة ضمن نفس التصنيف التطبيقي سوف تصبغ مجموعة معينة من الألياف. فالأصبغة الآزوية وأصبغة الأنثراكينون يمكن أن توجد في معظم التصنيفات التطبيقية.
| تصنيف الصباغ          | نوع الألياف ممكنة الصباغة                             | مبدأ الصباغة              | ثباتية اللون للضوء | ثباتية اللون للغسيل | ثباتية اللون للحك | ثباتية اللون لمواد القصر |
| --------------------- | ----------------------------------------------------- | ------------------------- | ------------------ | ------------------- | ----------------- | ------------------------ |
| أصبغة حمضية           | نايلون، صوف                                           | إلفة شاردية قوية          | جيدة               | متفاوتة             | جيدة              | مقبولة                   |
| أصبغة قلوية           | أكريليك، بعض أنواع البولي إستر، بعض أنواع النايلون    | إلفة شاردية قوية          | متفاوتة            | ممتازة              | ممتازة            | ضعيفة                    |
| أصبغة مشتتة           | أسيتات، بولي إستر، أكريليك، نايلون                    | انحلالية بسيطة            | جيدة               | جيدة                | جيدة              | جيدة                     |
| أصبغة تفاعلية         | ألياف سيليلوزية، صوف                                  | تفاعل كيميائي مع الألياف  | جيدة               | ممتازة              | ممتازة            | ضعيفة                    |
| أصبغة مرسخة           | ألياف طبيعية (معالجة مسبقا) (القطن والصوف بشكل أساسي) | إلفة الصباغ للمرسخات      | متفاوتة            | مقبولة              | مقبولة            | متفاوتة                  |
| أصبغة آزوية           | ألياف سيليلوزية                                       | احتجاز نتيجة تفاعل الصباغ | ممتازة             | ممتازة              | ممتازة            | ممتازة                   |
| أصبغة الخضاب          | كل أنواع الألياف                                      | مواد رابطة                | ممتازة             | مقبولة              | مقبولة            | ممتازة                   |
| أصبغة كبريتية         | ألياف سيليلوزية                                       | احتجاز داخل الليف         | ممتازة             | ممتازة              | جيد               | ضعيفة                    |
| أصبغة الحَلَّة (الراقود) | ألياف سيليلوزية                                       | احتجاز داخل الليف         | ممتازة             | ممتازة              | جيد               | ممتازة                   |

تباع الأصبغة كمساحيق أو كحبيبات تجنبا لمشكلة غبار الصباغ الذي يمكنه أن يلوث مساحة كبيرة وله مضاعفات على صحة العمال. ويمكن أن تباع بشكل عجينة ذات أساس مائي ويكون تركيز الصباغ فيها أقل ولكنها أسهل انحلالا في الماء. وهي تحتوي على كمية أقل من العناصر المشتتة.

## مكونات الصباغ التجاري
قد تحتوي الأصبغة التجارية على عناصر أخرى مثل:
1. أملاح أو نشاء
2. عامل تبليل (Wetting agents)
3. عامل مشتت (Dispersing agents)
4. شوائب خلال عملية التصنيع
5. عناصر ضد التغبير وهي عبارة عن مواد ذات قوام زيتي. (Anti-dusting agents)
6. محلول منظم للباهاء (Buffer solution)
7. عوامل مساعدة على الاستقرار (Stabilisers)
8. الصباغ

## اختيار الصباغ
1. حسب نوع ألياف المادة النسيجية
2. شكل المادة النسيجية ودرجة التجانس اللوني المطلوبة، فصباغة الألياف لا تحتاج إلى تجانس عالي لأنها ستختلط في العمليات اللاحقة.
3. خصائص الثباتية المطلوبة.
4. طريقة الصباغة المعتمدة.
5. الكلفة الكلية.
6. الآلات المتوفرة.
7. اللون الذي يطلبه الزبون.